# Kościół św. Jana Chrzciciela w Wysokiem Mazowieckiem
Kościół Świętego Jana Chrzciciela w Wysokiem Mazowieckiem – rzymskokatolicki kościół parafialny w mieście Wysokie Mazowieckie, w województwie podlaskim. Należy do dekanatu Wysokie Mazowieckie diecezji łomżyńskiej.

## Historia świątyni
Obecna świątynia - w stylu eklektycznym - została wzniesiona w latach 1875-1881 dzięki staraniom księdza proboszcza Jana Dąbrowskiego. Poprzednie kościoły były drewniane, z których ostatni zbudowano w 1773 roku. W dniu 1 czerwca 1925 roku budowlę konsekrował biskup Romuald Jałbrzykowski. W latach 1994–1998 staraniem ks. prob. Edwarda Zambrzyckiego kościół został odnowiony. Gruntowny remont - odrestaurowanie przeprowadził ks. prał. Ryszard Niwiński.

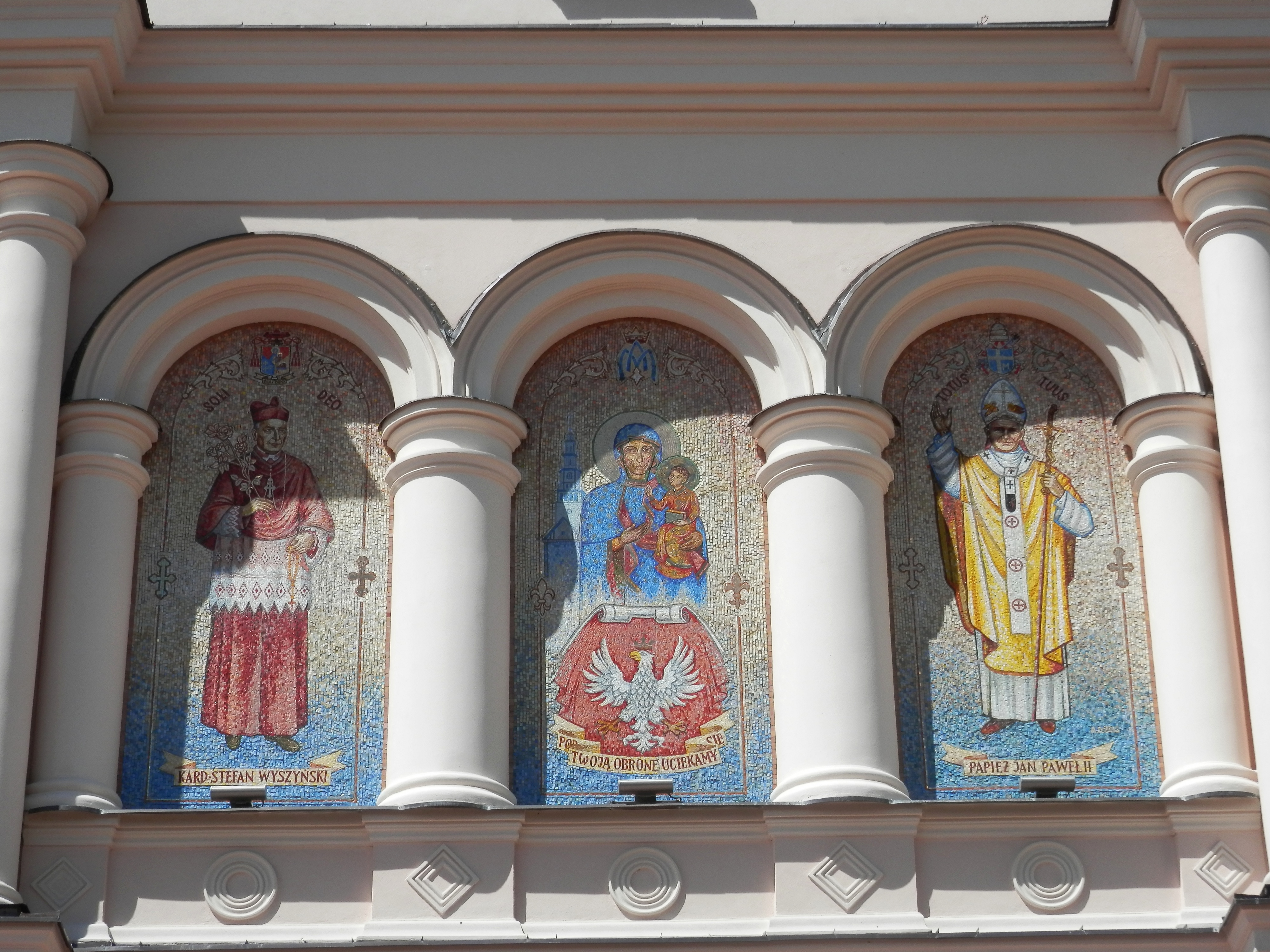
Mozaiki na frontonie świątyni

## Architektura
Budowla została wzniesiona według projektu Stanisława Kucharzewskiego. Reprezentuje styl eklektyczny. Jest to kościół bazylikowy, składający się z trzech naw, fasada frontowa jest ozdobiona dwiema wieżami. .

## Wyposażenie
Świątynia posiada wyposażenie wnętrza w stylu neogotyckim z ok. 1880 roku.
Ołtarz główny - obraz Matki Boskiej Częstochowskiej po bokach obrazu dwóch świętych biskupów – św. Stanisława B.M. i św. Cypriana. Zasłoną w ołtarzu głównym jest obraz św. Jana Chrzciciela. W zwieńczeni ołtarza na środku stoi figura Chrystusa Zmartwychwstałego i obok niej figury apostołów: Jana, Mateusza, Piotra i Pawła. 
Ołtarze boczne (przód) są pod wezwaniem: Wizja św. Rocha i św. Stanisław Kostka (tondo zwieńczenia), Matki Boskiej Różańcowej ze św. Dominikiem, (tył) – św. Rodziny i Wizją św. Antoniego Padewskiego z obrazem Najświętszej Maryi Panny Nieustającej Pomocy.
W nawach bocznych znajdują się obrazy Męki Pańskiej autorstwa Władysława Drapiewskiego. Z tyłu we wnękach freski św. Franciszka i św. Teresy. W kruchcie kościoła obraz - św. Piotra Apostoła i Pana Jezusa w Ogrójcu. Współczesne ołtarze – Jezu, ufam Tobie, ze św. Marią Faustyną Kowalską, kardynała Stefana Wyszyńskiego Prymasa Polski z herbem, św. Jana Pawła II z herbem, Świętego Ojca Pio oraz Matki Teresy z Kalkuty. 
Ambona neobarokowa w kształcie łodzi.

## Galeria

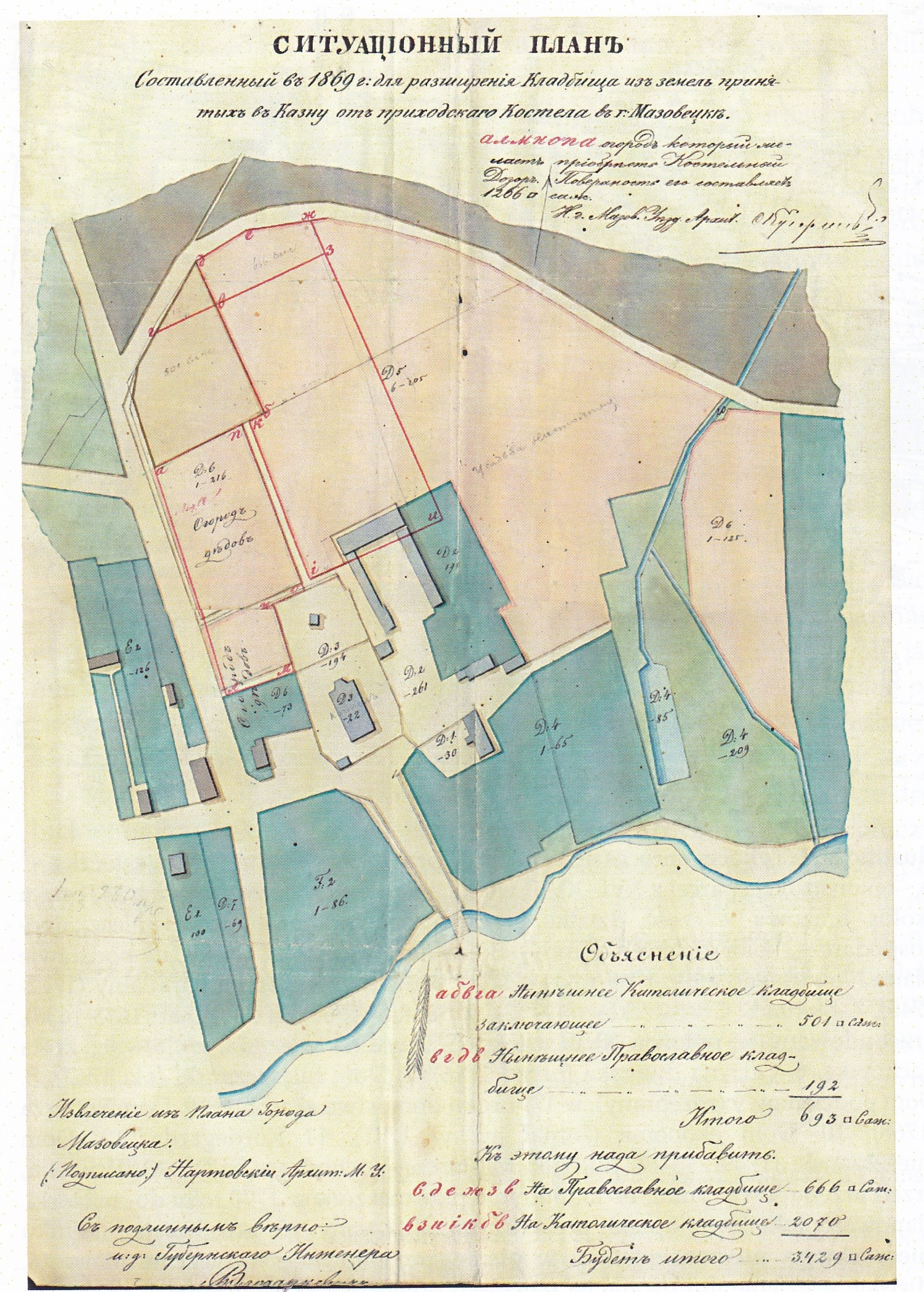
Plan terenu kościoła z 1869 r.
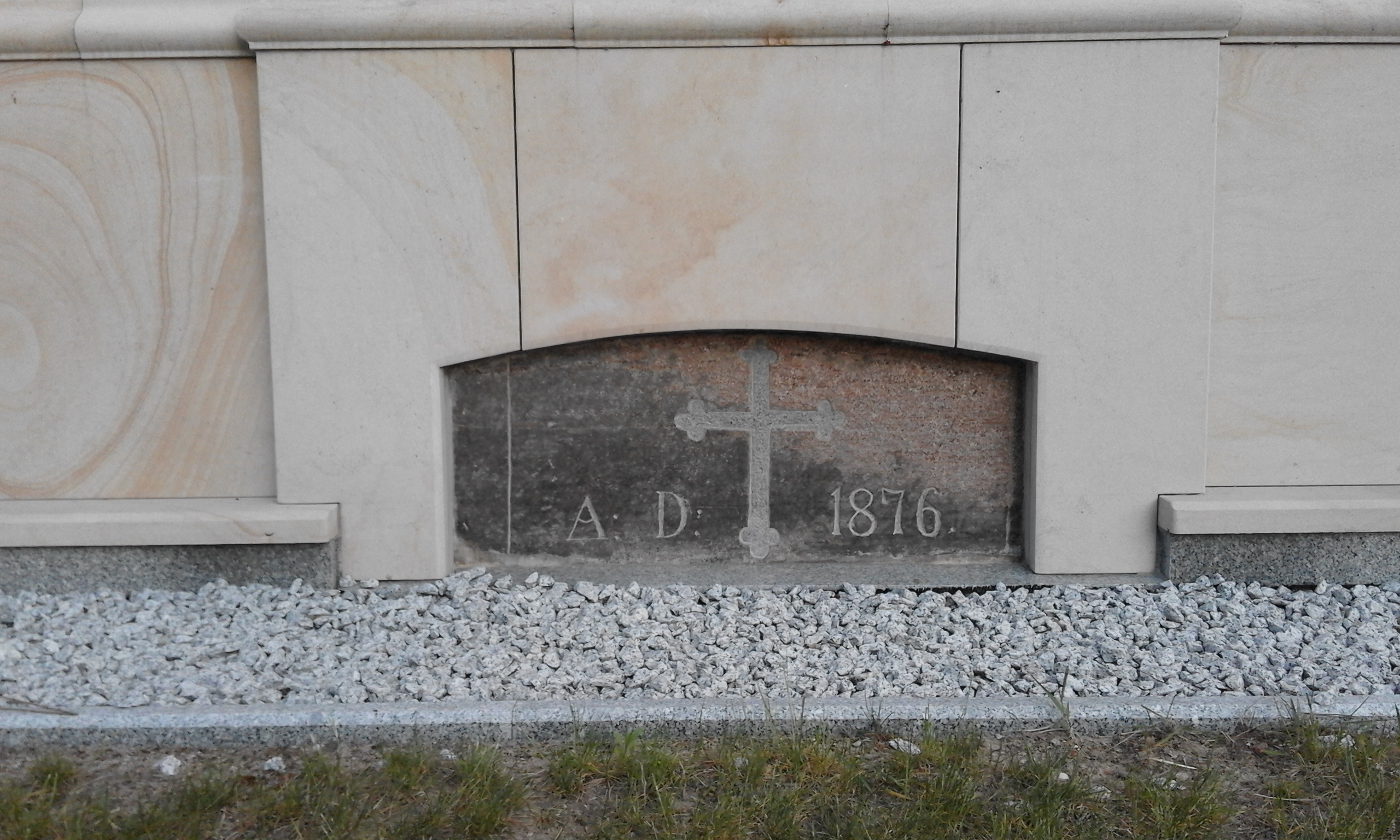
Kamień węgielny z 1876 r.  (w przyziemieniu kościoła od północy)
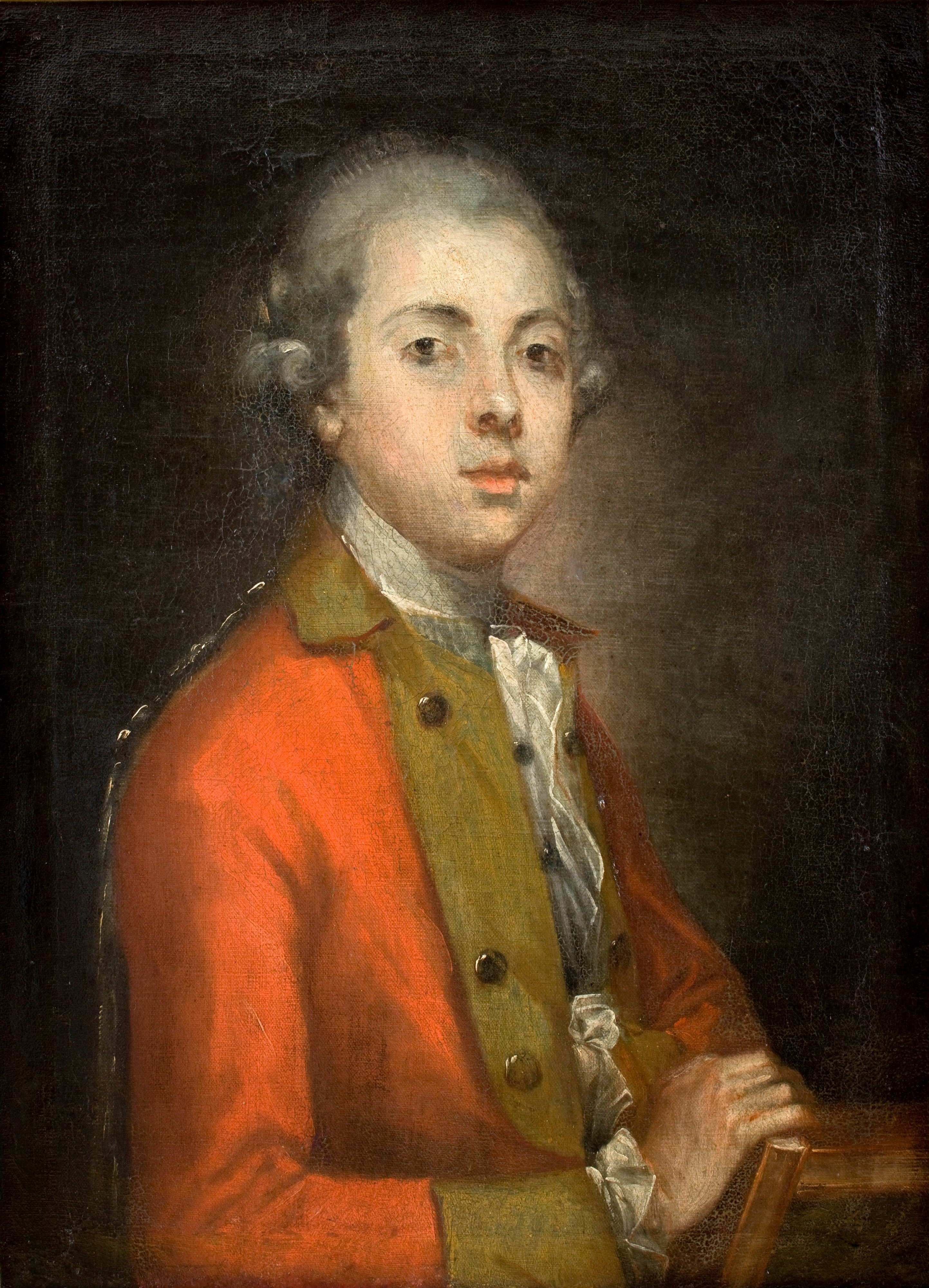
Portret Tomasza Kajetana Węgierskiego z 1772 r. do 1888 r. w kościele obecnie w Muzeum Narodowym w Krakowie